# Gost
GOST er et sæt tekniske standarder, der opretholdes at det Euro-asiatiske Råd for standardisering, metrologi og certificering (EASC), som er en regional organisation, der opererer under ledelse af Sammenslutningen af Uafhængige Stater (SNG). GOST viderefører i vidt omfang standarder fra det tidligere Sovjetunionen. 